# ID A
ID:A er en dansk spillefilm fra 2011, der er instrueret af Christian E. Christiansen efter manuskript af Tine Krull Petersen.

## Handling
Aliena vågner op ved en flod i Frankrig med et stort ar på maven og en taske med 2 millioner Euro, men uden erindring om hvad der er sket, eller hvem hun er. Da hun søger tilflugt i den nærmeste by, opdager hun at hun bliver jagtet af mystiske mænd, og med hjælp fra den lokale franske hotelejer slipper hun væk fra sine forfølgere. Ved et tilfælde går det op for Aliena, at hendes accent er dansk, og hun beslutter sig for at tage til Danmark i håb om at genfinde sin identitet. Da hun ankommer til Danmark møder hun den internationale operasanger Just Ore. Han bliver udgangspunktet for hendes søgen, og langsomt begynder puslespillet at tegne sig for hende. Aliena opdager, at hun stadig er forfulgt og erfarer hurtigt, at hendes fortid er mere kompliceret end som så.

## Medvirkende
- Tuva Novotny – Aliena
- Carsten Bjørnlund – Martin
- Flemming Enevold – Just
- Jens Jørn Spottag – HP
- Simon van Lammeren – Johan
- Marie Louise Wille – Marietta
- John Buijsman – Rob
- Rogier Philipoom – Guus
- Arnaud Binard – Pierre